# 华顶短期大学
华顶短期大学（日语：／ Kachō Tanki Daigaku *），简称华顶短大，是一所位于日本京都府京都市东山区的私立短期大学。

## 概要

### 简介
- 学校最早可以追溯到1911年[1]。短期大学为于1953年开办[1]、由学校法人佛教教育学园经营、来源于法然的净土宗思想[1]。招収只女学生从开办[2]。

### 历史
- 1953年 今年4月华顶学园短期大学成立并同时设置两个学科、以下列举[1]。
  - 保育科
  - 家政科
- 1953年 今年6月改校名为华顶短期大学[3]。
- 1958年 社会福利科成立[1]。
- 1967年 保育科改名为幼儿教育科[1]。
- 1975年 两个学科改名为、以下列举[1]。
  - 幼儿教育科→幼儿教育学科
  - 家政科→家政学科
  - 社会福利科→社会福利学科
- 1976年 社会福利科分离为两个专攻（但各自招生到2004年）、以下列举[1]。
  - 社会福利专攻
  - 儿童福利专攻
- 1989年 护理福利专攻成立在社会福利科（但招生到2004年）[1]
- 1994年 家政学科改名为生活学科、分离为三个专攻（但各自招生到2003年）、以下列举[1]。
  - 生活科学专攻
  - 服装科学专攻
  - 生活文化专攻
- 2010年 社会福利学科和生活学科各自招生最后、次年合并为人类健康福利学科。历史文化学科成立[1]。

### 宪章
- 请参看华顶短期大学的标志（页面存档备份，存于） （日語） 2014年2月15日阅览。

## 学校环境
- 校区：在京都府京都市东山区

## 历任校长
- 中野正明：现在短期大学校长[4]

## 组织

### 学科
- 幼儿教育学科
- 人类健康福利学科
- 历史文化学科

### 前学科
- 生活学科[注 1]
  - 生活科学专攻[注 2]
  - 服装科学专攻[注 2]
  - 生活文化专攻[注 2]
- 社会福利学科[注 1]
  - 社会福利专攻[注 3]
  - 护理福利专攻[注 3]
  - 儿童福利专攻[注 3]

### 专科
| - 没有 |

### 业余课程
| - 没有 |

### 附属机关
| - 图书馆 - 地域发展活性化中心 - 教育启发中心 |

## 相关链接
- 日本短期大学列表
- 佛教大学